# Euchomenella kasetsart
Euchomenella kasetsart — вид богомолів родини Deroplatyidae. Описаний у 2020 році.

## Назва
Вид названо на честь університету Касетсарт, на території кампусу якого зібрані типові зразки.

## Поширення
Ендемік Таїланду. Поширений у провінції Накхонпатхом.